# سرخابی ارغوانی

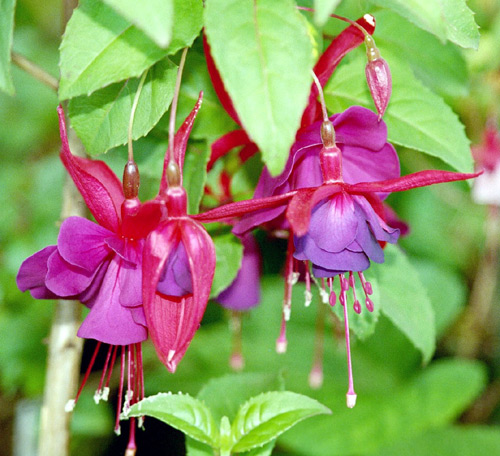
گل‌های گیاه گل گوشواره

سرخابی ارغوانی یک رنگ سرخ مایل به ارغوانی است که از رنگ گل گیاه گل گوشواره نامگذاری شده‌است که توسط گیاه‌شناس فرانسوی، چارلز پلومیر، پس از سده شانزدهم لئونهارت فوکس گیاه‌شناس آلمانی نامگذاری شد.
رنگ سرخابی ارغوانی برای نخستین بار به عنوان یک رنگ جدید آنیلین به نام فوچسین معرفی شد که در سال ۱۸۵۹ توسط شیمیدان فرانسوی فرانسوا امانوئل ورگین به ثبت رسید. این رنگ بعد در همان سال به سرخابی تغییر نام داد تا پیروزی ارتش فرانسه در نبرد ماژنتا در ۴ ژوئن ۱۸۵۹، در نزدیکی شهر ایتالیایی به این نام، جشن گرفته شود.
نخستین استفاده ثبت‌شده از فوشیا به عنوان نام رنگ در انگلیسی در سال ۱۸۹۲ بود

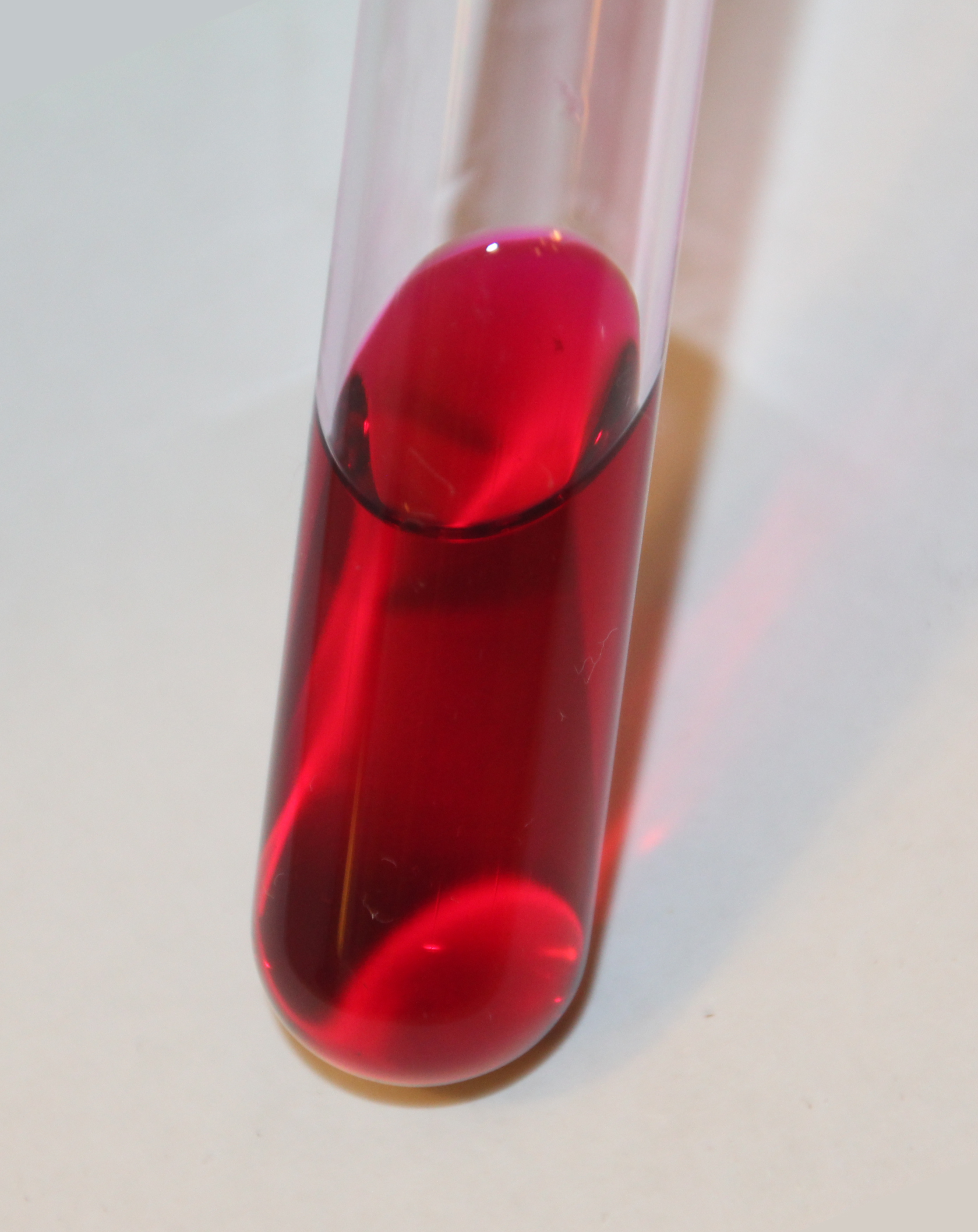
نمونه‌ای از رنگ سرخابی در محلول آبی
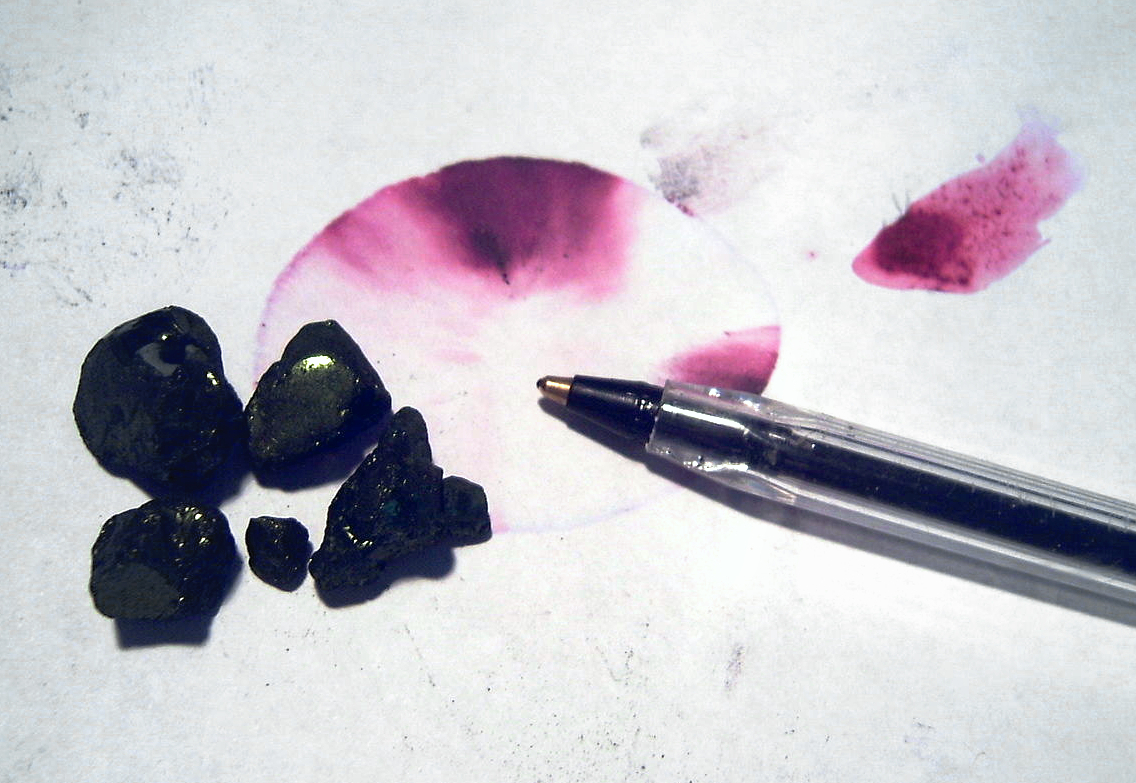
کریستال‌های رنگ سرخابی و رنگی که تولید می‌کنند.